# Liste der Kulturdenkmäler in Linkenbach
In der Liste der Kulturdenkmäler in Linkenbach sind alle Kulturdenkmäler der rheinland-pfälzischen Ortsgemeinde Linkenbach aufgeführt. Grundlage ist die Denkmalliste des Landes Rheinland-Pfalz (Stand: 9. Februar 2023).

## Einzeldenkmäler
| Bezeichnung | Lage                | Baujahr                  | Beschreibung | Bild            |
| ----------- | ------------------- | ------------------------ | --- | --------------- |
| Hofanlage   | Böhmenseite 14 Lage | 18. Jahrhundert          | Hofanlage; Fachwerkhaus, teilweise massiv, teilweise verschiefert, 18. Jahrhundert, Fachwerkscheune, teilweise massiv, 18. Jahrhundert | Fotos hochladen |
| Quereinhaus | Hochstraße 7 Lage   | 17. oder 18. Jahrhundert | verputztes Fachwerk-Quereinhaus (?), wohl aus dem 17. oder 18. Jahrhundert                                                             | BW              |
| Wohnhaus    | Hochstraße 9 Lage   | 17. oder 18. Jahrhundert | Fachwerkhaus, verkleidet, wohl aus dem 17. oder 18. Jahrhundert                                                                        | BW              |